# Stazione di Kita-Toyotsu
La stazione di Kita-Toyotsu (北豊津駅?, Kita-Toyotsu-eki) è una stazione ferroviaria situata nella cittadina di Oshamanbe, in Hokkaidō, Giappone, servita dalla linea principale Hakodate della JR Hokkaido.

## Strutture e impianti
La stazione, situata lungo il litorale del golfo di Uchiura è dotata di due marciapiedi laterali con due binari passanti in superficie. A partire da questa stazione, in direzione Oshamanbe i binari sono raddoppiati, mentre il tracciato è a binario singolo verso Kuroiwa (direzione Hakodate). Le banchine sono collegate da una passerella a raso con passaggio a livello interno ai binari ed è presente un piccolo fabbricato viaggiatori non presenziato.

## Movimento
Presso questa stazione fermano treni locali e i rapidi Iris.

## Servizi
Il fabbricato viaggiatori è dotato di una piccola sala d'attesa.
- Sala d'attesa

## Interscambi
- Fermata autobus (fermata di Kita-Toyotsu shiongojo-mae)